# Jules Arnous de Rivière
Pour les articles homonymes, voir Arnous et Rivière (homonymie).
Jules Arnous de Rivière, né le 4 mai 1830 à Nantes et mort le 11 septembre 1905 à Paris 1er, est un écrivain, chroniqueur, imprimeur et l'un des meilleurs joueurs d'échecs français du XIXe siècle.

## Biographie et carrière
Jules Arnous-Rivière est le fils de William-Henri Arnous-Rivière, officier et conseiller général de la Loire-Inférieure, et de Marie Tobin (issue de la communauté des irlandais de Nantes).
Son grand-père, le baron Jean-Joseph Arnous-Rivière, issu d'une vieille famille bretonne de Nantes, a été anobli par le roi Charles X en 1828.
Jules Arnous-Rivière est le cousin de l'amiral René Arnous-Dessaulsays et du député Louis-Eugène Arnous.
En 1848, il est élève de l'éphémère École d'administration.

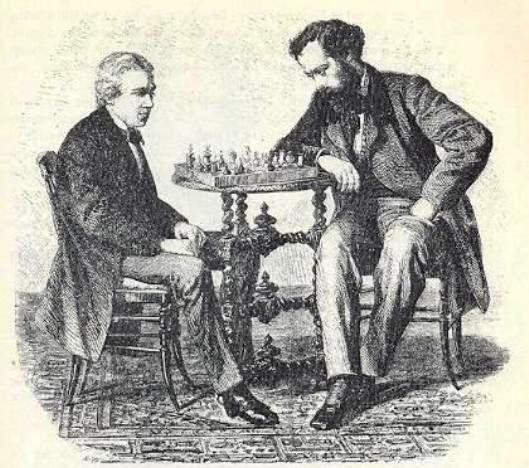
Match Morphy - Rivière, 1858

En 1858, Jules Arnous de Rivière rencontre le prodige des échecs Paul Morphy (celui-ci venait de devenir le premier champion des États-Unis), Jules dispute contre lui un grand nombre de parties amicales au Café de la Régence.
Au cours des années suivantes, il gagne plusieurs rencontres, ainsi en 1860 à Londres par +5 -2 contre Thomas W. Barnes, la même année à Paris par +7 -1 contre le Français Paul Journoud et en 1867 à Paris par 2-0 contre le Hongrois Löwenthal.
En 1867, pendant la 2e exposition universelle de Paris, est organisé un tournoi réunissant les meilleurs joueurs d'échecs de l'époque et Rivière s'y classe sixième.
Parallèlement à ce tournoi, une première a lieu au Café de la Régence : des femmes jouent aux échecs en public. À cette occasion, Rivière dispute avec Gustav Neumann une partie à l'aveugle contre des dames illustres qui se consultaient : la princesse Murat, la duchesse de la Trémoille, la maréchale comtesse Renault de Saint-Jean de la Trémoille et la marquise de Colbert-Chabannais. Les dames ont gagné.
Durant la guerre franco-prussienne de 1870 il s'engage dans la garde nationale mobile en tant que  canonnier volontaire, participe au siège de Paris (1870-1871) et sera décoré de la médaille militaire en 1871.
Il effectue une longue carrière en tant que Rédacteur-chroniqueur au journal L'Illustration de 1870 à 1905. Mais il fut aussi chroniqueur pour la Revue illustrée, L'Écho de Paris, le Gil Blas (sous le pseudonyme de "Martin-Gall"), La Liberté (Paris), La Patrie (Paris), Le Rappel, etc.
Jules Arnous de Rivière participe aux trois premier tournois précurseur du Championnat de France d'échecs organisés au Café de la Régence, il arrive 3ème en 1880 puis 2ème en 1881 et en 1883.
En 1883, il perd de justesse à Paris contre le champion russe Mikhail Tchigorine par +4-5.
Arnous de Rivière fut aussi l'organisateur du tournoi d'échecs de Monte-Carlo en 1902.
Il décède à Paris le 11 septembre 1905.
Les divers articles nécrologique de la presse dont celui que lui dédie l’hebdomadaire L’Illustration (n°3264, 16 septembre 1905) le présente comme « fort expert en tous les jeux, habile à résoudre les problèmes les plus compliqués (…). C’est surtout dans le monde des échecs qu’il avait acquis une réputation universelle : jadis, il eut l’honneur de tenir tête au célèbre joueur américain, Morphy, surnommé « Le Napoléon des échecs » et parfois même, il réussit à le battre »,.
Selon une estimation publiée par ChessWorld, son meilleur classement Elo historique a été estimé à 2 563, atteint en août 1883.
Arnous de Rivière a aussi publié sur les échecs comme auteur et comme journaliste. Il a fait paraître la revue La Régence consacrée aux échecs.
Jules Arnous de Rivière ne s'est pas limité aux échecs. On lui doit aussi un Traité populaire du jeu de billard (Flammarion, 1891) et, sous le pseudonyme de Martin-Gall, un important ouvrage sur les jeux de casino : La roulette et le trente-et-quarante (Delarue, 1882). À la fin de sa vie, Arnous de Rivière s'est aussi intéressé au bridge. À nouveau sous le pseudonyme de Martin-Gall, il publie chez le même éditeur Delarue, en 1905, un manuel, Le Jeu de bridge, qui sera réimprimé jusqu'aux années 1920 (avec quelques mises à jour).

## Publications
- Traité populaire du jeu de billard (Flammarion, 1891)
- La roulette et le trente-et-quarante (Delarue, 1882)
- Analyse des parties jouées dans le tournoi du prix de l'Empereur, dans le tournoi de la Régence et dans les différents matchs / par G. R. Neumann et J. Arnous de Rivière (1868)
- Nouveau manuel illustré du jeu des échecs : lois et principes... études et observations nouvelles / par J. A. de R. (Jules Arnous de Rivière) ; Précédé d'une introd. historique d'après le professeur Duncan Forbes (Paris, Passard, 1861)

## Décoration
Médaille militaire en 1871

## Descendance
Par sa fille Hélène, épouse du baron Christian-Hubert von Pfeffel, Jules Arnous de Rivière est le grand-père de la Championne de tennis Yvonne de Pfeffel et l'un des ancêtres de l’ancien Premier ministre du Royaume-Uni, Boris Johnson.

## Hommage

### Tournoi
Depuis 1990, le Cercle d’Échecs de Nantes a baptisé son tournoi annuel : le Tournoi « Arnous de Rivière ».